# Wołożyno 2
Wołożyno 2 (biał. Валожына 2; ros. Воложино 2) – wieś na Białorusi, w obwodzie witebskim, w rejonie postawskim, w sielsowiecie Kuropole.
Dawnej Wołożynek.

## Historia
W czasach zaborów w granicach Imperium Rosyjskiego.
W dwudziestoleciu międzywojennym zaścianek leżał w Polsce, w województwie wileńskim, w powiecie duniłowickim (od 1926 postawskim), w gminie Łuczaj a następnie w gminie Woropajewo.
Według Powszechnego Spisu Ludności z 1921 roku zamieszkiwały tu 42 osoby, 40 były wyznania rzymskokatolickiego, a 2 prawosławnego. Jednocześnie 41 mieszkańców  zadeklarowało polską przynależność narodową, a 1 białoruską. Było tu 7 budynków mieszkalnych. W 1931 w 7 domach zamieszkiwały 43 osoby.
Miejscowość należała do parafii rzymskokatolickiej w Drozdowszczyźnie i prawosławnej w Andronach. Podlegała pod Sąd Grodzki w Postawach i Okręgowy w Wilnie; właściwy urząd pocztowy mieścił się w Woropajewie.
Po agresji ZSRR na Polskę w 1939 roku wieś znalazła się pod okupacją sowiecką, w granicach BSRR. W latach 1941–1944 była pod okupacją niemiecką. Następnie leżała w BSRR. Od 1991 roku w Republice Białorusi.
Do 2002 wieś była w składzie sielsowietu Juńki.